# Fälschung technischer Aufzeichnungen
Bei der Fälschung technischer Aufzeichnungen handelt es sich um einen Straftatbestand des deutschen Strafrechts, der im 23. Abschnitt des Besonderen Teils des Strafgesetzbuchs (StGB) in § 268 geregelt ist. Die Norm zählt zu den Urkundsdelikten und schützt das Vertrauen des Rechtsverkehrs in die Echtheit technischer Aufzeichnungen. Als echt gelten Aufzeichnungen, die nicht durch störende menschliche Einwirkungen von außen verfälscht worden sind.
Der Gesetzgeber konzipierte den Tatbestand des § 268 StGB in enger Anlehnung an die Urkundenfälschung (§ 267 StGB), da die Vorschrift den Schutz, den Urkunden erfahren, auf technische Aufzeichnungen erstrecken soll. Aus diesem Grund stimmen die tatbestandsmäßigen Handlungen beider Normen im Wesentlichen überein: § 268 StGB verbietet mehrere Manipulationshandlungen, durch die unechte technische Aufzeichnungen entstehen oder Dritten zugänglich gemacht werden. Als strafbare Handlungen benennt er das Herstellen unechter, das Verfälschen echter und das Gebrauchen unechter oder verfälschter technischer Aufzeichnungen zwecks Täuschung im Rechtsverkehr.
Auch die Rechtsfolgen des Fälschens technischer Aufzeichnungen orientieren sich eng an denen, die § 267 StGB für die Urkundenfälschung vorsieht. Grundsätzlich bedroht § 268 StGB Manipulationen mit einer Freiheitsstrafe bis zu fünf Jahren oder eine Geldstrafe. In schweren Fällen sind bis zu zehn Jahren Freiheitsstrafe möglich.
Aufgrund seiner eng gefassten Tatbestandsmerkmale, die insbesondere die elektronische Datenverarbeitung weitgehend ausklammern, ist die praktische Bedeutung des § 268 StGB bislang gering geblieben. Sein Anwendungsbereich beschränkt sich im Wesentlichen auf die Manipulation von Fahrtenschreibern durch Einwirkungen auf deren Aufzeichnungsvorgang. Die Aufklärungsquote der angezeigten Fälle liegt mit über 90 % auf äußerst hohem Niveau.

## Normierung und Schutzzweck
§ 268 StGB lautet seit seiner letzten Änderung vom 1. April 1998 wie folgt:
1. eine unechte technische Aufzeichnung herstellt oder eine technische Aufzeichnung verfälscht oder
2.  eine unechte oder verfälschte technische Aufzeichnung gebraucht,
wird mit Freiheitsstrafe bis zu fünf Jahren oder mit Geldstrafe bestraft.
(2) Technische Aufzeichnung ist eine Darstellung von Daten, Meß- oder Rechenwerten, Zuständen oder Geschehensabläufen, die durch ein technisches Gerät ganz oder zum Teil selbsttätig bewirkt wird, den Gegenstand der Aufzeichnung allgemein oder für Eingeweihte erkennen läßt und zum Beweis einer rechtlich erheblichen Tatsache bestimmt ist, gleichviel ob ihr die Bestimmung schon bei der Herstellung oder erst später gegeben wird.
(3) Der Herstellung einer unechten technischen Aufzeichnung steht es gleich, wenn der Täter durch störende Einwirkung auf den Aufzeichnungsvorgang das Ergebnis der Aufzeichnung beeinflußt.
(4) Der Versuch ist strafbar.
§ 268 StGB soll die Sicherheit der Informationsgewinnung durch technische Geräte gewährleisten. Der Rechtsverkehr vertraut darauf, dass sich technische Aufzeichnungen als Beweismittel eignen. Dieses Vertrauen gründet darin, dass technische Aufzeichnungen einen hohen Beweiswert haben können, wenn sie von einer Maschine auf ordnungsgemäße, störungsfreie Weise angefertigt wurden. Um dieses Vertrauen zu schützen, verbietet § 268 StGB Manipulationshandlungen, die den unzutreffenden Eindruck erwecken sollen, dass die Aufzeichnung von vornherein den vom Täter bestimmten Inhalt hatte. Damit richtet sich der Schutz des § 268 StGB wie der des § 267 StGB auf die Authentizität technischer Aufzeichnungen.
Außerhalb des Schutzzwecks des § 268 StGB liegt – wie bei § 267 StGB – die inhaltliche Richtigkeit der Aufzeichnung. Keines der durch § 268 StGB ausgesprochenen Verbote bietet unmittelbar Gewähr dafür, dass Aufzeichnungen die Wirklichkeit zutreffend wiedergeben. Allerdings bietet die Norm einen mittelbaren Richtigkeitsschutz, weil ein Aufzeichnungsgerät, das nicht manipuliert worden ist, in der Regel inhaltlich richtige Ergebnisse erzielt.

## Entstehungsgeschichte

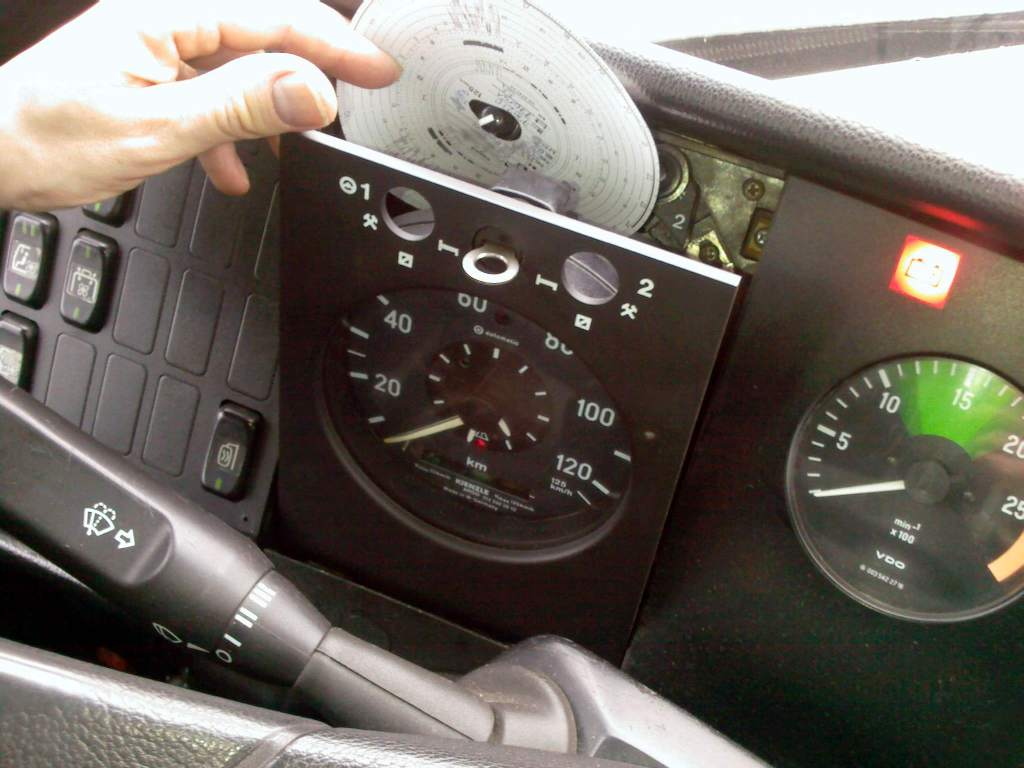
Mechanischer Fahrtenschreiber mit beschriebenem Schaublatt

### Strafbarkeitslücke in Bezug auf die Fälschung technischer Aufzeichnungen
Die Entstehungsgeschichte des § 268 StGB ist eng mit dem Tatbestand der Urkundenfälschung verknüpft. Nach § 267 StGB macht sich strafbar, wer eine unechte Urkunde herstellt, eine echte Urkunde verfälscht oder eine unechte oder verfälschte Urkunde gebraucht. Das Verbot der Urkundenfälschung schützt das Vertrauen des Rechtsverkehrs in die Authentizität von Urkunden, wodurch es deren Eignung als Beweismittel im Rechtsverkehr stärkt.
In der Mitte des 20. Jahrhunderts etablierten sich aufgrund des technischen Fortschritts Aufzeichnungen, die von technischen Geräten bewirkt wurden, in der Praxis als Beweismittel. Das prominenteste Beispiel bilden Fahrtenschreiber, die ab 1953 in Lkw und Bussen verbaut werden mussten, um deren Geschwindigkeit zu dokumentieren. Die zunehmende Verbreitung solcher Aufzeichnungen warf die Frage auf, inwiefern deren Fälschung strafbar war. Als das OLG Stuttgart 1959 über eine Anklage wegen der Manipulation eines Fahrtenschreibers zu entscheiden hatte, sprach es den Angeklagten vom Vorwurf der Urkundenfälschung frei, weil es die Aufzeichnungen des Fahrtenschreibers nicht als Urkunde ansah. Grund hierfür war, dass sich Urkunden dadurch auszeichnen, dass sie menschliche Gedankenerklärungen verkörpern. Hieran fehlt es bei den Schaublättern eines Fahrtenschreibers, die keine menschliche Äußerung enthalten, sondern lediglich eine maschinelle. Technische Aufzeichnungen sind daher keine Urkunden, sondern lediglich Augenscheinsobjekte, die im Grundsatz nicht durch das Urkundenstrafrecht geschützt werden. Der Gesetzgeber sah im Fehlen eines strafrechtlichen Schutzes des Beweiswerts technischer Aufzeichnungen eine Regelungslücke, da er davon ausging, dass technische Aufzeichnungen in naher Zukunft als Beweismittel eine ähnliche Bedeutung wie Urkunden erlangen werden.

### Entwurf von 1962
Um diese Strafbarkeitslücke zu schließen, nahm der Gesetzgeber in den Entwurf eines neuen StGB von 1962 (StGB-E) mit § 306 eine Vorschrift auf, welche die Fälschung und Unterdrückung technischer Aufzeichnungen unter Strafe stellte. Diese Vorschrift lautete:
1. eine unechte technische Aufzeichnung herstellt oder eine technische Aufzeichnung verfälscht oder
2. eine unechte oder verfälschte technische Aufzeichnung gebraucht,
wird mit Gefängnis bis zu drei Jahren oder mit Strafhaft bestraft.
(2) Ebenso wird bestraft, wer eine technische Aufzeichnung, über die er nicht allein vertilgen darf, vernichtet beschädigt, unbrauchbar macht beiseite schafft oder unterdrückt, um ihren Gebrauch im Rechtsverkehr zu verhindern oder zu erschweren.
(3) Technische Aufzeichnung ist eine Aufzeichnung eines Meßwertes, Zustandes oder Geschehensablaufs, die durch ein technisches Gerät ganz oder zum Teil selbsttätig bewirkt wird, den Gegenstand der Aufzeichnung allgemein oder für Eingeweihte erkennen läßt und zum Beweis einer rechtlich  erheblichen Tatsache bestimmt ist, gleichviel ob ihr die Bestimmung schon bei der Herstellung oder erst später gegeben wird.
(4) Der Herstellung einer unechten technischen Aufzeichnung steht es gleich, wenn der Täter durch störende Einwirkung auf den Aufzeichnungsvorgang das Ergebnis der Aufzeichnung beeinflußt.
Der Gesetzgeber orientierte sich bei der Ausarbeitung des StGB-Entwurfs eng am Straftatbestand der Urkundenfälschung (§ 267 StGB). Dies zeigte sich zunächst an der Zwecksetzung der Vorschrift: Wie § 267 StGB war § 306 Abs. 1 StGB-E dazu bestimmt, die Authentizität technischer Aufzeichnungen zu schützen. Auch die Tatbestandsmerkmale der Entwurfsnorm konzipierte der Gesetzgeber in Anlehnung an § 267 StGB. Im Grundsatz übernahm er dessen Merkmale; diejenigen, die bei maschinengenerierten Aufzeichnungen nicht vorliegen können, ersetzte er durch Merkmale, mit denen sich die Manipulation solcher Aufzeichnungen erfassen ließ. Hinzu kam mit § 306 Abs. 2 StGB-E ein Tatbestand, der in Anlehnung an das Verbot der Urkundenunterdrückung (§ 274 StGB) den Bestand von technischen Aufzeichnungen schützte, indem er deren Unterdrückung, Zerstörung oder Beschädigung verbot.

### Einführung des § 268 StGB im Zuge der Ersten Strafrechtsreform
Der Gesetzgeber setzte den Entwurf von 1962 nicht unmittelbar in Gesetzesform um. Der Entwurf beeinflusste jedoch die weitere Entwicklung des sieben Jahre später, am 25. Juni 1969, in Kraft getretenen Ersten Strafrechtsreformgesetzes. Im Zuge der Reform nahm der Gesetzgeber mit § 268 eine Vorschrift ins StGB auf, die dem § 306 StGB-E äußerst nahe kam. Mit Ausnahme von Abs. 2 der Entwurfsnorm, den er in den Tatbestand der Urkundenunterdrückung (§ 274 StGB) einfügte, übernahm der Gesetzgeber den § 306 fast wortgleich.

### Entwicklungen nach Inkrafttreten des § 268 StGB
Das Schrifttum übte häufig Kritik an der Vorgehensweise des Gesetzgebers, den Tatbestand der Urkundenfälschung möglichst weit auf technische Aufzeichnungen zu übertragen. Dies nehme zu wenig Rücksicht auf die Besonderheiten technischer Aufzeichnungen und gehe an den Bedürfnissen der  Praxis vorbei. Bereits der Schutzzweck des § 267 StGB (Authentizitätsschutz) lasse sich auf Aufzeichnungen allenfalls mit Abstrichen übertragen. Schließlich interessiere sich der Rechtsverkehr bei technischen Aufzeichnungen nicht dafür, ob der Aussteller, der aus der Aufzeichnung als solcher hervorgeht, die Urkunde tatsächlich ausgestellt hat, sondern allein für die inhaltliche Richtigkeit der Aufzeichnung, für die § 267 StGB keinen Schutz biete.
Diese bis heute vielfach erhobene Kritik hatte allerdings keinen Einfluss auf die Gesetzgebung. Obwohl die Vorschrift aufgrund ihrer inhaltlichen Ausgestaltung in der Praxis kaum Bedeutung erlangt hat, hat der Gesetzgeber bislang auf eine strukturelle Reform des § 268 StGB verzichtet. Zwar nahm er mehrere Änderungen an der Norm vor, diese waren jedoch lediglich formaler Natur: Mit Wirkung zum 1. April 1970 und zum 1. Januar 1975 nahm er jeweils Veränderungen am Strafrahmen vor. Im Zuge des sechsten Strafrechtsreformgesetzes von 1998 ergänzte der Gesetzgeber einen Verweis auf eine – ebenfalls neu geschaffene – Qualifikation der Urkundenfälschung: die gewerbs- und bandenmäßige Begehung.

## Objektiver Tatbestand

### Technische Aufzeichnung

#### Darstellen
Das Tatbestandsmerkmal technische Aufzeichnung hat der Gesetzgeber strukturell dem Urkundsbegriff des § 267 StGB nachempfunden. Daher zeichnen sich technische Aufzeichnungen durch drei Elemente aus, die sich an den drei Funktionen der Urkunde (Beweis, Garantie, Perpetuierung) orientieren:
Gemäß § 268 Abs. 2 StGB stellt eine Aufzeichnung Daten, Mess- oder Rechenwerte, Zustände oder Geschehensabläufe dar.
Im Begriff der Darstellung spiegelt sich die Perpetuierungsfunktion der Urkunde wider. Eine Darstellung liegt vor, wenn das Gerät, das die Aufzeichnung erzeugt, die aufgezeichneten Informationen dauerhaft speichert. Umstritten ist, unter welchen Voraussetzungen eine Darstellung als dauerhaft gilt. Rechtsprechung und das überwiegende Schrifttum stehen auf dem Standpunkt, dass Dauerhaftigkeit gegeben ist, wenn sich die Aufzeichnung in einem vom Gerät abtrennbaren Schaustück verfestigt. Dies trifft etwa auf Fahrtenschreiber zu, welche die gemessenen Lenkzeiten auf einem auswechselbaren Schaublatt festhalten. Anders verhält es sich bei bloß vorübergehend angezeigten Informationen, wie sie sich etwa auf Nachrichtenlaufbändern, Höhen- und Drehzahlmessern oder bei Kilometerzählern finden. Da diese stets lediglich einen aktuellen Zustand angeben, ältere Zustände also nicht speichern, fehle es an einer auf Dauer angelegten Verfestigung der Information. Eine im Schrifttum und in der Instanzrechtsprechung teilweise vertretene Auffassung geht demgegenüber davon aus, dass Dauerhaftigkeit bereits dann vorliegt, wenn erarbeitete Informationen nicht gänzlich wieder verlorengehen, sondern zumindest als Basis für die weitere Tätigkeit der Maschine dienen oder in ihr aufgehen. Nach dieser Sichtweise wäre etwa auch ein Kilometerzähler wegen seiner aufeinander aufbauenden, fortlaufenden Rechenwerte eine technische Aufzeichnung.
Als Daten gelten Informationen, die durch Zeichen oder kontinuierliche Funktionen codiert und durch Datenverarbeitungsanlagen interpretiert werden können. Da § 268 StGB anders als die meisten anderen datenbezogenen Vorschriften nicht auf den Datenbegriff des § 202a Abs. 2 StGB verweist, liegt ihm ein weitergehendes Begriffsverständnis von Daten zugrunde. Dementsprechend beschränkt sich § 268 StGB nicht auf elektronisch gespeicherte Informationen, sondern erstreckt sich auch auf solche Daten, die unmittelbar von Menschen wahrgenommen werden können. Als Messwerte gelten die Aufzeichnungen von Messgeräten, etwa Waagen oder Thermographen. Um Rechenwerte handelt es sich demgegenüber bei den Aufzeichnungen abstrakter Rechenoperationen. Die Begriffe Zustände und Geschehensabläufe beschreiben schließlich Darstellungen von Lebenssachverhalten, die maschinell erfasst werden können; der Unterschied zwischen beiden Begriffen besteht darin, dass sich Zustände auf statische Sachverhalte beziehen, Geschehensabläufe hingegen auf Entwicklungsprozesse.

#### Selbstständiges Bewirken
§ 268 Abs. 2 StGB verlangt weiterhin, dass die Aufzeichnung durch ein technisches Gerät selbstständig bewirkt wird. Als technische Geräte gelten alle Instrumente, die zumindest teilautomatisch Informationen aufzeichnen können. Damit eine Aufzeichnung selbstständig bewirkt wird, muss das Gerät durch einen eigenständigen Arbeitsschritt einen Informationsgewinn bewirken.
Diese Voraussetzung trifft etwa auf Fahrtenschreiber zu, die unabhängig von einer Einwirkung des Fahrers die Geschwindigkeit des Fahrzeugs, die Lenkzeiten und weitere Informationen aufzeichnen. Tatbestandsmäßig sind weiterhin Aufzeichnungen, die von Radarkontrollgeräten hergestellt werden. Gleiches gilt für Parkscheine, welche die vom Gerät eigenständig erzeugte Information enthalten, dass für einen bestimmten Zeitraum die geschuldete Parkgebühr entrichtet worden ist. Kopien, Film- und Tonaufnahmen, Scans und Fotos sind demgegenüber im Grundsatz keine technischen Aufzeichnungen, da sie sich darauf beschränken, eine bereits vorhandene Information zu reproduzieren, ohne weitere Informationen hinzuzufügen. Anderes gilt, wenn die Aufnahmen dieser Geräte Bestandteil eines automatisierten Überwachungssystems sind, was etwa auf Verkehrsüberwachungskameras zutrifft. Auch die elektronische Datenverarbeitung unterfällt in aller Regel nicht dem § 268 StGB, weil sie die verarbeiteten Daten nicht selbstständig erhebt, sondern durch die Eingabe eines Menschen erhält.

#### Beweiseignung und -bestimmung
Die technische Aufzeichnung muss zum Beweis rechtserheblicher Sachverhalte geeignet und bestimmt sein. Diese Voraussetzung entspricht inhaltlich der Beweisfunktion, die Urkunden im Sinne des § 267 StGB aufweisen müssen. 
Damit die Aufzeichnung zum Beweis geeignet ist, muss sie erkennen lassen, auf welchen Lebenssachverhalt sie sich inhaltlich bezieht. Hierzu kommt es zunächst, wenn das Gerät eigenständig den Bezug zu einem Sachverhalt herstellt, indem es etwa die Aufzeichnung entsprechend beschriftet. Es genügt allerdings auch, wenn ein Mensch den Sachverhaltsbezug herstellt, indem er die Aufzeichnung manuell beschriftet. Die Beweiseignung fehlt, wenn die Aufzeichnung offensichtlich derart unzuverlässig ist, dass der Rechtsverkehr ihr kein Vertrauen entgegenbringt.
An der Beweisbestimmung fehlt es insbesondere bei Aufzeichnungen, die lediglich technischen, innerbetrieblichen oder wissenschaftlichen Zwecken dienen.

### Tathandlungen

#### Parallelen zur Urkundenfälschung und Problematik des Echtheitsbegriffs
Die Tathandlungen des § 268 StGB sind denen der Urkundenfälschung nachgebildet. Dementsprechend kann das Fälschen technischer Aufzeichnungen auf drei Weisen verwirklicht werden: Durch Herstellen einer unechten Aufzeichnung, durch Verfälschen einer echten Aufzeichnung oder durch Gebrauchen einer echten oder verfälschten Aufzeichnung.
Aufgrund der Parallelen zwischen § 267 StGB und § 268 StGB besitzen die Tathandlungen bei beiden Vorschriften im Grundsatz die gleichen Bedeutungen. An ihre Grenzen stößt die Parallele zur Urkundenfälschung jedoch beim Begriff der Echtheit: Im Rahmen des § 267 StGB gilt eine Urkunde als echt, wenn sie von demjenigen herrührt, der als ihr Aussteller erscheint. Diese Begriffsbedeutung lässt sich auf § 268 StGB nicht ohne weiteres übertragen, weil dort wie beschrieben nicht das Vertrauen in die Person des Ausstellers geschützt wird, sondern das Vertrauen in die Richtigkeit des Aufzeichnungsvorgangs. Deshalb unterscheidet sich der Echtheitsbegriff des § 268 StGB von dem des § 267: Eine technische Aufzeichnung gilt als echt, wenn der Aufzeichnungsvorgang nicht durch störende menschliche Einwirkungen von außen verfälscht worden ist. Unecht ist eine Aufzeichnung dementsprechend, wenn sie durch einen manipulierten Aufzeichnungsvorgang zustande gekommen ist.

#### Begehungsformen
Eine unechte Aufzeichnung stellt zunächst her, wer eine technische Aufzeichnung durch Fälschung imitiert. Tatbestandsmäßig handelt darüber hinaus, wer in störender Weise auf den Aufzeichnungsvorgang einwirkt. Diese Variante des Herstellens einer unechten Aufzeichnung ist für die Praxis derart bedeutend, dass der Gesetzgeber ihre Strafbarkeit in § 268 Abs. 3 StGB ausdrücklich klargestellt hat. Ein störendes Einwirken liegt etwa vor, wenn der Täter die Aufzeichnungsnadel eines Fahrtenschreibers verbiegt, um eine geringere Geschwindigkeit auf der Tachoscheibe aufzeichnen zu lassen. Gleiches gilt, wenn der Täter einen Fahrtenschreiber mit gerätefremden Aufzeichnungsscheiben betreibt. Keine tatbestandsmäßige Einwirkung nimmt demgegenüber vor, wer eine Gegenblitzanlage nutzt, um sein Gesicht auf Blitzeraufnahmen unkenntlich zu machen; hier fehlt es an einer Störung des Aufzeichnungsgeräts. Entsprechendes gilt, wenn der Täter das Gerät nicht aktiv manipuliert, sondern lediglich darauf verzichtet, einen bereits vorhandenen Defekt zu beheben. In einem solchen Fall ist lediglich eine Unterlassungsstrafbarkeit denkbar, die gemäß § 13 Abs. 1 StGB voraussetzt, dass den Täter eine Rechtspflicht zur Reparatur des Geräts trifft; eine solche ergibt sich für Fahrtenschreiber etwa aus § 57a StVZO.
Eine Aufzeichnung wird verfälscht, wenn die ursprünglich störungsfrei hergestellte Aufzeichnung so manipuliert wird, dass sie den Eindruck erweckt, als sei sie ursprünglich mit dem jetzigen Inhalt erzeugt worden. So verhält es sich etwa, wenn der Täter die vom Gerät aufgezeichneten Symbole, Werte oder Graphen verändert, ohne dies kenntlich zu machen.
Ein tatbestandsmäßiges Gebrauchen liegt vor, wenn der Täter die hergestellte oder verfälschte Aufzeichnung Dritten in einer Weise zugänglich macht, dass diese sie wahrnehmen können. Insoweit ergeben sich keine Unterschiede zum Gebrauchen unechter oder verfälschter Urkunden.

## Subjektiver Tatbestand
Der subjektive Tatbestand des § 268 StGB ist dem der Urkundenfälschung vollständig nachgebildet. Daher setzt eine Strafbarkeit nach § 268 StGB zunächst voraus, dass der Täter mit Eventualvorsatz hinsichtlich aller objektiven Tatbestandsmerkmale handelt, er also billigend in Kauf nimmt, dass er die Tatbestandsmerkmale verwirklicht. Der Täter muss also insbesondere erkennen, dass eine technische Aufzeichnung vorliegt und dass er eine der in der Vorschrift genannten Manipulationshandlungen verwirklicht. Im Fall des Gebrauchens muss er erkennen, dass er eine manipulierte Aufzeichnung nutzt.
Darüber hinaus muss der Täter zwecks Täuschung des Rechtsverkehrs handeln. Dies ist gegeben, wenn er mit seinem Handeln bezweckt, dass Dritte darauf vertrauen, dass die Aufzeichnung in einem manipulationsfreien Verfahren zustande gekommen ist und sich dadurch zu einem rechtserheblichen Verhalten veranlasst sehen. Wie bei § 267 StGB gilt, dass hierfür direkter Vorsatz notwendig, allerdings auch ausreichend ist.

## Versuch, Vollendung und Beendigung
Die Strafbarkeit des Versuchs ergibt sich aus § 268 Abs. 4 StGB.
Der Zeitpunkt der Vollendung des Delikts variiert je nach Tathandlung: Das Herstellen und das Verfälschen einer zum Beweis bestimmten Aufzeichnung vollendet der Täter nach überwiegender Ansicht, indem er die jeweilige Manipulationshandlung abschließt. Das Gebrauchen vollendet er hingegen erst dann, wenn er einem Dritten die Gelegenheit dazu gibt, den Inhalt der Aufzeichnung wahrzunehmen. Bei keiner Variante ist es erforderlich, dass es tatsächlich zu einer Täuschung kommt.
Der Zeitpunkt der Deliktsvollendung stimmt regelmäßig mit dem der Beendigung überein. Sofern der Täter allerdings entlang eines Tatplans mehrfach Tathandlungen des § 268 StGB begeht, beendet der Täter das Delikt erst, wenn er die letzten Handlungen vornimmt. Dies trifft beispielsweise zu, wenn der Täter eine unechte Aufzeichnung herstellt, um sie anschließend zu gebrauchen.

## Prozessuales und Strafzumessung
Das Fälschen technischer Aufzeichnungen kann gemäß § 268 Abs. 1 StGB grundsätzlich mit einer Freiheitsstrafe von bis zu fünf Jahren oder mit einer Geldstrafe geahndet werden. Damit handelt es sich gemäß § 12 Abs. 2 StGB um ein Vergehen.
Durch den Verweis des § 268 Abs. 5 StGB auf § 267 Abs. 3 StGB finden die strafschärfenden Regelbeispiele der Urkundenfälschung auf die Fälschung technischer Aufzeichnungen Anwendung. Die Regelbeispiele beschreiben – nicht abschließend – Verhaltensweisen, die typischerweise mit einem gesteigerten Unrecht verbunden sind. Hierzu zählen etwa die gewerbs- und die bandenmäßige Tatbegehung sowie das Verursachen eines Vermögensverlusts großen Ausmaßes. § 267 Abs. 3 StGB sieht eine Anhebung des Strafrahmens auf Freiheitsstrafe von sechs Monaten bis zu zehn Jahren vor.
§ 268 Abs. 5 StGB verweist zudem auf die Qualifikation des § 267 Abs. 4 StGB. Dementsprechend droht dem Täter eine Freiheitsstrafe zwischen einem und zehn Jahren, wenn er die Tat sowohl gewerbs- als auch bandenmäßig begeht; diese Qualifikation hat aufgrund ihres hohen Mindeststrafrahmens also Verbrechenscharakter (§ 12 Abs. 1 StGB).
Die Fälschung technischer Aufzeichnungen stellt ein Offizialdelikt dar. Die Strafverfolgungsbehörden verfolgen sie daher von Amts wegen. Sobald das Delikt beendet ist, beginnt gemäß § 78a StGB die Verfolgungsverjährung. Diese beträgt gemäß § 78 Abs. 3 Nr. 4 StGB fünf Jahre.

## Gesetzeskonkurrenzen
Werden im Zusammenhang mit einer Tat nach § 268 StGB weitere Delikte verwirklicht, können diese zum Fälschen technischer Aufzeichnung in Gesetzeskonkurrenz stehen. Aufgrund des äußerst spezifischen Anwendungsbereichs des § 268 StGB sind tateinheitliche (§ 52 StGB) Überschneidungen mit anderen Delikten indessen selten. Möglich ist eine solche etwa, wenn die technische Aufzeichnung im Einzelfall zugleich eine Urkunde darstellt, indem sie eine Gedankenerklärung enthält und einen Aussteller erkennen lässt. In diesem Fall stehen § 268 StGB und § 267 StGB in Tateinheit zueinander.
Eine Gesetzeskonkurrenz besteht ebenfalls, wenn der Täter mehrere Handlungsvarianten des § 268 StGB verwirklicht. Diesbezüglich gelten die zu § 267 StGB entwickelten Grundsätze: Stellt der Täter zunächst eine unechte Aufzeichnung her und gebraucht diese anschließend zur Täuschung im Rechtsverkehr, stellt dies eine einheitliche Fälschung technischer Aufzeichnungen dar, sofern der Täter bereits bei Herstellung der Urkunde deren Gebrauch geplant hat. Gleiches gilt, wenn der Täter mehrere Aufzeichnungen herstellt oder verfälscht, um sie später in einer spezifischen Situation zu gebrauchen.

## Kriminologie
Die Einschätzung des Gesetzgebers, dass der technische Fortschritt die Beweisführung im Rechtsverkehr beeinflussen wird, hat sich nur teilweise als richtig erwiesen. Zwar haben maschinengespeicherte Aufzeichnungen erheblich an Relevanz gewonnen, allerdings betrifft dies kaum die Geräte, die von § 268 StGB erfasst werden; insbesondere die elektronische Datenverarbeitung wird nicht von § 268 StGB, sondern von § 269 StGB geschützt. Dementsprechend beschränkt sich der Anwendungsbereich dieser Vorschrift in der Praxis derzeit im Wesentlichen auf die Manipulation von Fahrtenschreibern. Die Qualifikation und die Regelbeispiele haben in der Praxis keine große Bedeutung erlangt, weil sie im Schwerpunkt auf vermögensrechtliche Interessen zugeschnitten sind. Anders als das Regelungsvorbild, der § 267 StGB, weist § 268 StGB jedoch kaum Berührungspunkte zum strafrechtlichen Vermögensschutz auf.
Die Fallzahlen des § 268 StGB bewegten sich in den 80er und den frühen 90er Jahren recht konstant im Bereich von knapp 2.500 Fällen pro Jahr. In den späten 90er Jahren stieg die Anzahl der gemeldeten Fälle an, bis sie im Jahr 2000 mit knapp über 4.000 Fällen ihren Höhepunkt erreichte. Seitdem entwickeln sich die Fallzahlen. Mittlerweile sind sie auf ein Achtel zurückgegangen.
|      | Erfasste Fälle | Erfasste Fälle        | Erfasste Fälle                                | Erfasste Fälle   |
| Jahr | Insgesamt      | Pro 100.000 Einwohner | Anteil der versuchten Taten (absolut/relativ) | Aufklärungsquote |
| ---- | -------------- | --------------------- | --------------------------------------------- | ---------------- |
| 1987 | 2.761          | 4,5                   | 12 (0,4 %)                                    | 99,1 %           |
| 1988 | 2.627          | 4,3                   | 18 (0,7 %)                                    | 98,9 %           |
| 1989 | 2.265          | 3,7                   | 12 (0,5 %)                                    | 98,4 %           |
| 1990 | 1.950          | 3,1                   | 22 (1,1 %)                                    | 98,4 %           |
| 1991 | 2.232          | 3,4                   | 13 (0,6 %)                                    | 97,5 %           |
| 1992 | 2.714          | 4,1                   | 13 (0,5 %)                                    | 97,4 %           |
| 1993 | 2.566          | 3,2                   | 16 (0,6 %)                                    | 96,8 %           |
| 1994 | 2.735          | 3,4                   | 12 (0,4 %)                                    | 97,7 %           |
| 1995 | 3.141          | 3,9                   | 18 (0,6 %)                                    | 98,1 %           |
| 1996 | 2.772          | 3,4                   | 16 (0,6 %)                                    | 97,9 %           |
| 1997 | 2.864          | 3,5                   | 19 (0,7 %)                                    | 97,8 %           |
| 1998 | 3.351          | 4,1                   | 34 (1,0 %)                                    | 98,4 %           |
| 1999 | 3.563          | 4,3                   | 22 (0,6 %)                                    | 98,9 %           |
| 2000 | 4.092          | 5,0                   | 21 (0,6 %)                                    | 98,8 %           |
| 2001 | 3.066          | 3,7                   | 22 (0,7 %)                                    | 98,0 %           |
| 2002 | 2.907          | 3,5                   | 17 (0,6 %)                                    | 98,1 %           |
| 2003 | 2.825          | 3,4                   | 17 (0,6 %)                                    | 97,5 %           |
| 2004 | 2.707          | 3,3                   | 14 (0,5 %)                                    | 97,9 %           |
| 2005 | 2.445          | 3,0                   | 23 (0,5 %)                                    | 97,5 %           |
| 2006 | 2.266          | 2,7                   | 9 (0,4 %)                                     | 96,5 %           |
| 2007 | 1.983          | 2,4                   | 13 (0,7 %)                                    | 96,1 %           |
| 2008 | 1.886          | 2,3                   | 18 (1,0 %)                                    | 96,0 %           |
| 2009 | 1.453          | 1,8                   | 11 (0,8 %)                                    | 94,7 %           |
| 2010 | 1.420          | 1,7                   | 13 (0,9 %)                                    | 96,0 %           |
| 2011 | 1.282          | 1,6                   | 19 (1,5 %)                                    | 95,6 %           |
| 2012 | 1.301          | 1,6                   | 10 (0,8 %)                                    | 94,2 %           |
| 2013 | 965            | 1,2                   | 13 (1,3 %)                                    | 95,3 %           |
| 2014 | 904            | 1,1                   | 5 (0,6 %)                                     | 94,0 %           |
| 2015 | 876            | 1,1                   | 11 (1,3 %)                                    | 94,4 %           |
| 2016 | 823            | 1                     | 8 (1,0 %)                                     | 92,7 %           |
| 2017 | 683            | 0,8                   | 3 (0,4 %)                                     | 93,0 %           |
| 2018 | 638            | 0,8                   | 10 (1,6 %)                                    | 92,6 %           |
| 2019 | 517            | 0,6                   | 10 (1,9 %)                                    | 95,0 %           |
| 2020 | 403            | 0,5                   | 5 (1,2 %)                                     | 89,3 %           |
| 2021 | 365            | 0,4                   | 11 (3,0 %)                                    | 89,0 %           |
| 2022 | 308            | 0,4                   | 10 (3,2 %)                                    | 89,9 %           |

## Verwandte Tatbestände
In Zusammenhang mit dem § 268 StGB steht § 22b StVG, der das Manipulieren von Kilometerzählern in Kraftfahrzeugen unter Strafe stellt. Dieser Tatbestand trat am 14. August 2005 in Kraft. Mit dem Tatbestand wollte der Gesetzgeber dem Umstand begegnen, dass derartige Manipulationen vielfach von spezialisierten Firmen angeboten wurden, sodass sich diesbezüglich ein beträchtlicher Markt entwickelt hatte. Selbst aufwändige Versuche (Backup des Zählerstandes in verschiedenen Fahrzeugsystemen, ständige Änderungen der Firmware des Tachometers) einiger Autohersteller, das Manipulieren der Tachometer unmöglich oder unrentabel zu machen, scheiterten. Die Manipulation von Kilometerzählern war nach herrschender Lesart nicht nach § 268 StGB strafbar war. Auch der Betrugstatbestand (§ 263 StGB) bot vor dieser Verhaltensweise nur lückenhaften Schutz, weil er lediglich in Fällen erfüllt war, in denen dem Täter nachgewiesen werden konnte, dass er die Manipulation beging, um einem Kunden beim Weiterverkauf des Fahrzeugs eine geringere Laufleistung und damit einhergehend einen höheren Fahrzeugwert vorspiegeln zu können.